# نور، ریف دمشق
نور (به عربی: النور) یک روستا در سوریه است که در استان ریف دمشق واقع شده‌است. نور ۵۵ نفر جمعیت دارد.